# Corina Wehinger

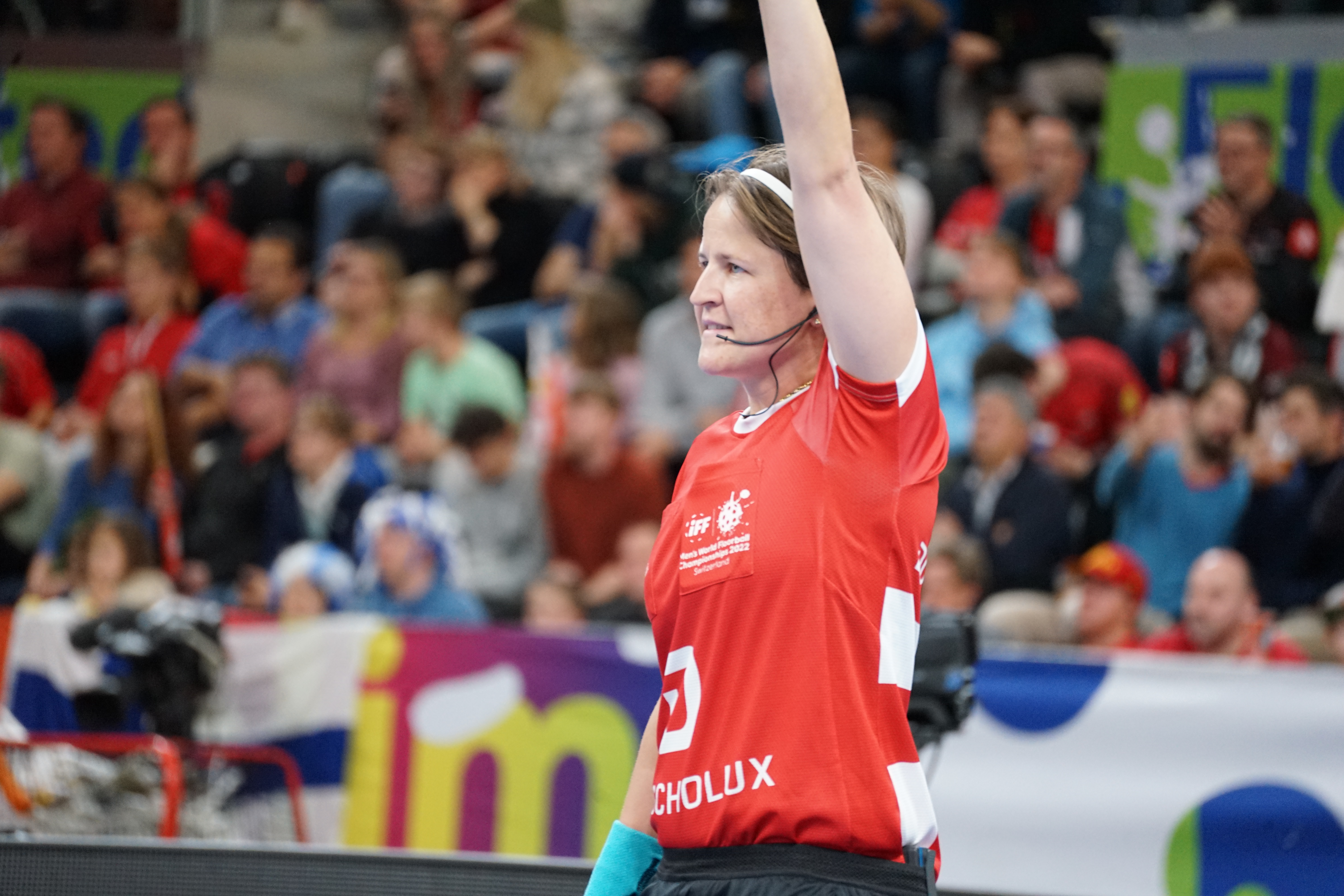
Corina Wehinger (2022)

Corina Wehinger (* 29. Juni 1987) ist eine ehemalige Schweizer Unihockeyspielerin und -schiedsrichterin.

## Biografie

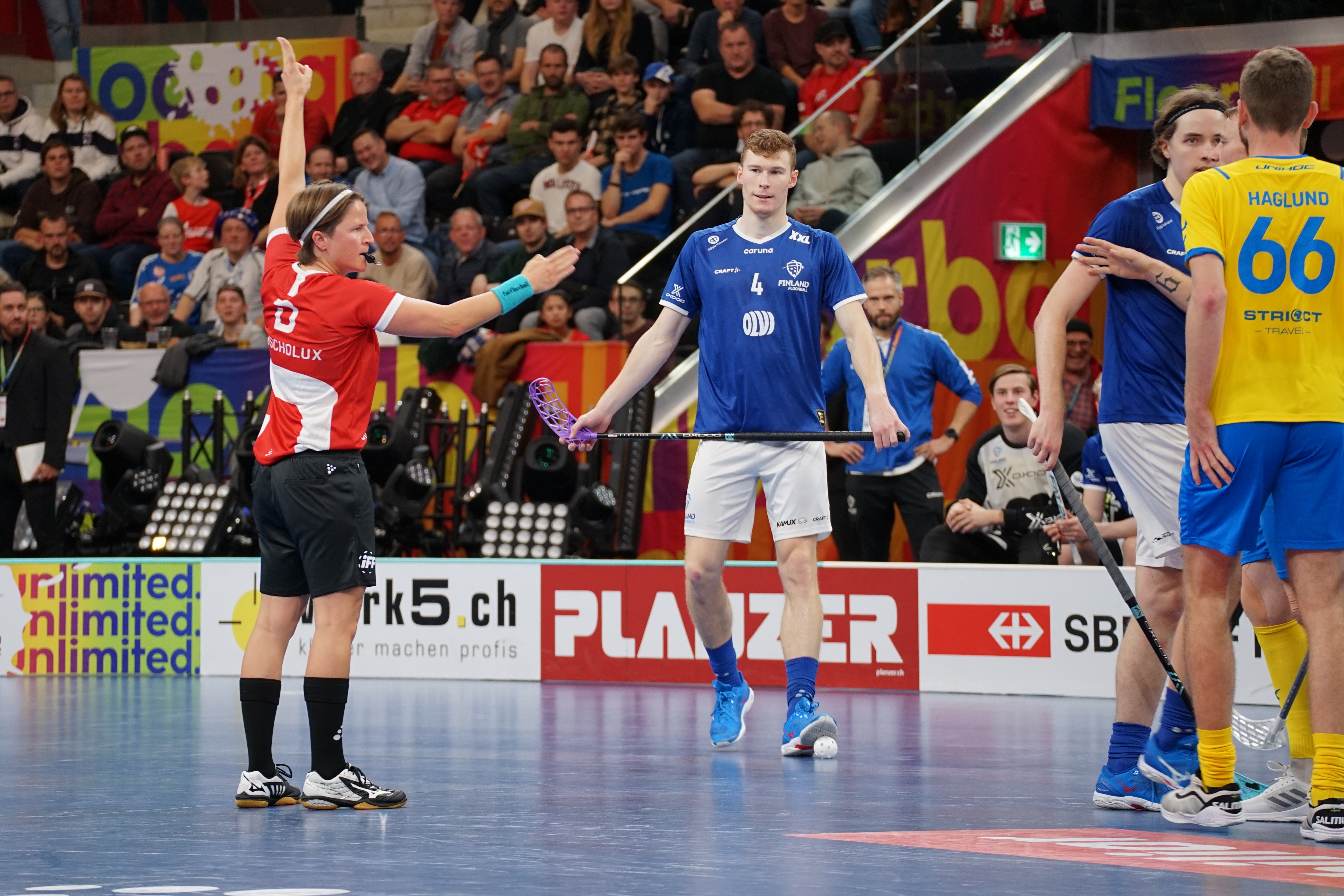
Corina Wehinger an der WM 2022 in Zürich

Wehinger, ursprünglich aus Kehrsatz, spielte Unihockey bei Floorball Köniz. Zuvor hatte sie auch Tennis gespielt. Mit 18 meldete sie sich als Schiedsrichterin, als sie im Verein ein Amt übernehmen musste. An der Universität Bern studierte sie Sportwissenschaft und Psychologie. Als Oberleutnant war sie bei der Schweizer Luftwaffe. 2022 war sie in Vollzeit bei der Stadt Zürich angestellt.
Seit 2006 bildet sie zusammen mit Sandra Zurbuchen ein Schiedsrichtergespann. Da die beiden selber noch aktive Spielerinnen waren, wurden sie schon früh bei Männer-Partien (U21) eingesetzt. Später spielten sie bei Wizards Burgdorf in der Nationalliga A, fokussierten sich aber ab 2012 auf die Schiedsrichterfunktion. Insgesamt leiteten sie zusammen 406 Partien, darunter in der Nationalliga A der Männer und auf internationaler Ebene. Zu ihren wichtigsten Einsätzen gehören:
- Einsatz in der Nationalliga A (Männer) ab 2013
- Superfinal der Männer (vier Mal), Cup-Final der Männer
- Bestes Schiedsrichterpaar der Saison der Nationalliga A Männer (sieben Mal)
- Euro Floorball Tour (2015–2022 Frauen und Männer)
- Champions Cup (2017 und 2020, Männer)
- Erste weibliche Spielleiterinnen in der Svenska Superligan (Männer 2020 im Rahmen eines internationalen Austauschprogramms)[6]
- Weltmeisterschaften: Frauen 2015, Frauen U19 2016, Männer U19 2017, Männer 2018, Männer 2021, Männer 2022
- Weltmeisterschaften-Final 2021 und 2022
- World Games 2022

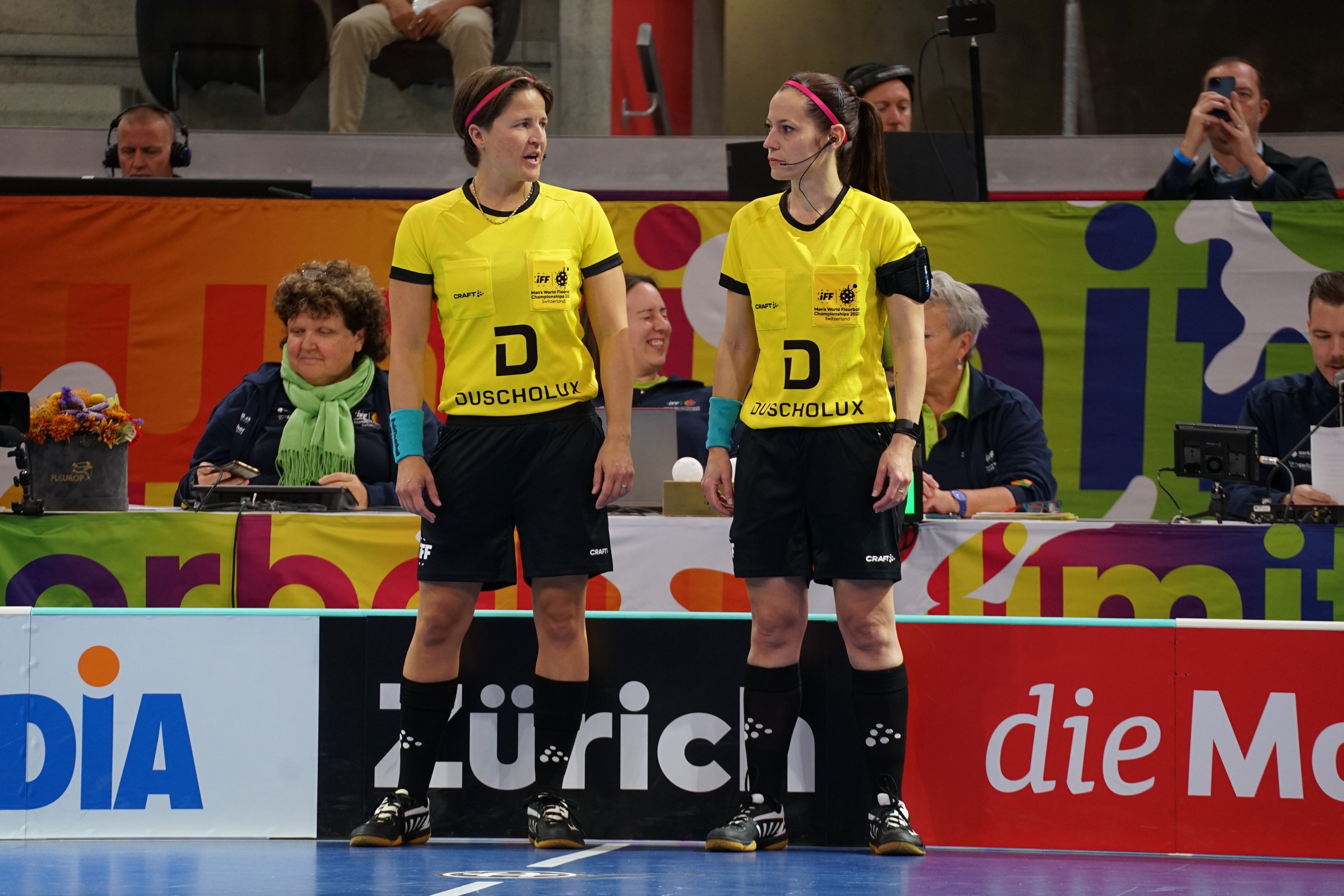
Wehinger und Zurbuchen 2022

Wehinger/Zurbuchen sind die ersten Frauen, die für Weltmeisterschaften der Männer aufgeboten wurden und die einen WM-Final der Männer leiteten. Sie waren auch erst das dritte Schiedsrichterpaar, das zwei Mal einen Final pfiff. Nach der Heim-WM erklärten die beiden im November 2022 ihren Rücktritt. Ihr letztes Spiel bestritten sie am 18. Dezember 2022, eine Nationalliga-A-Partie zwischen HC Rychenberg Winterthur und Floorball Köniz.